# Церковь Англии
Це́рковь А́нглии (англ. The Church of England; аббр. C of E) — государственная христианская церковь в Англии, Матерь-Церковь (The Mother Church) всемирного Англиканского сообщества. Юрисдикция Церкви Англии распространяется также на Остров Мэн через Диоцез Содора и Мэна, в то время как Нормандские острова являются частью Диоцеза Винчестера. Ряд англиканских общин на территории континентальной Европы, бывшего СССР, Турции и Марокко объединены в Диоцез Гибралтара в Европе.
Церковь Англии считает себя одновременно кафолической и реформированной:
- кафолической, так как она рассматривает себя как часть всемирной Церкви Христа, являющуюся непрерывным продолжением ранней апостольской и средневековой церкви. Это выражается через приверженность учению ранних Отцов Церкви, формализованному в Апостольском, Никейском (так как в богослужении не произносится, то Никейским символом веры часто называют Никео-Цареградский), Никео-Цареградском (в основном, в католическом варианте, но в экуменическом окружении допускается и православный символ веры), Афанасьевском Символах веры[4][5];
- реформированной в той степени, в которой она сформировалась под влиянием некоторых доктринальных и институциональных принципов Реформации XVI века. Более протестантский характер Церкви Англии обнаруживается в 39 статьях англиканского вероисповедания, официально принятых в качестве части религиозного примирения при королеве Елизавете I. Порядки и литургия Церкви Англии, как это выражено в Книге общих молитв, основаны на дореформационной традиции, однако они подверглись влиянию литургических и доктринальных принципов Реформации[4].

## История
Многие считают, что Генрих VIII создал Церковь Англии в XVI веке под предлогом обеспечить свой развод с Екатериной Арагонской. Генрих VIII хотел развода с Екатериной Арагонской. Поскольку он уже сожительствовал со своей любовницей Анной Болейн (второй из его шести жён), Генрих VIII понимал, что если у них с Анной будет наследник, то его посчитают незаконнорожденным. Поэтому Генриху VIII было необходимо аннулировать брак с Екатериной. Но Папа Римский Климент VII не давал своего согласия на аннулирование брака. Понимая, что Екатерина может воздействовать на Папу Римского посредством своего племянника Императора Священной Римской Империи, Генрих основывает свою церковь, где главой выступает английский монарх. К этому времени католическая церковь в Англии существовала уже около 900 лет.

### Древняя Церковь
Корни Церкви Англии уходят во времена Римской империи, когда христианская церковь появилась в тогдашней римской провинции Британия (Provincia Britannia). Ранние христианские авторы Тертуллиан и Ориген упоминали существование британской Церкви в III веке от Рождества Христова, а в IV веке британские епископы присутствовали на ряде важных совещаний Церкви, таких как Арльский собор в 314 году и Собор в Римини (The Council of Rimini) в 359 году. Первый последователь британской Церкви, имя которого нам известно, это святой Албан или Албан Веруламский (также святой Албаний) (St Alban), который, согласно традиции, умер смертью мученика на том самом месте, где в наши дни располагается аббатство святого Албана в Хартфордшире.

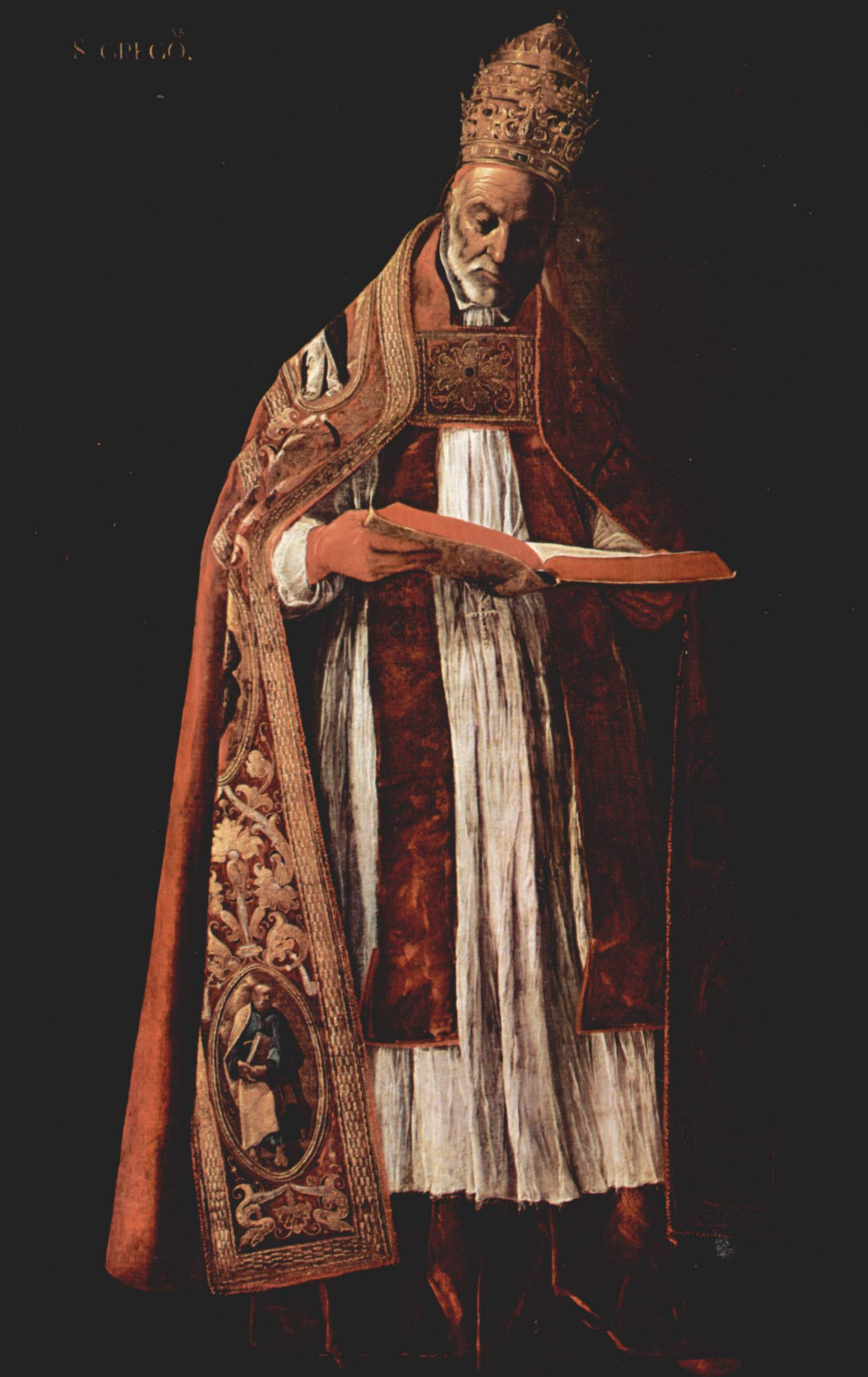
Григорий I Великий, называемый в православной традиции Григорий Двоеслов (ок. 540 — 12 марта 604) — папа римский с 3 сентября 590 по 12 марта 604

Британская церковь была миссионерской, представлена такими фигурами как св. Иллтуд, св. Ниниан и св. Патрик, которые проповедовали Евангелие и евангелизировали население Уэльса, Шотландии и Ирландии, но вторжение языческих племён англов, саксов и ютов в V веке, казалось, уничтожило церковную организацию на большей части территории сегодняшней Англии, хотя названия мест в Ланкашире и в ряде других графств, таких как Екклестон (Eccleston) и Бишам (Bisham), дают нам возможность предположить, что древняя британская Церковь никогда не была полностью истреблена.
В 597 году миссия, посланная папой Григорием I и ведомая св. Августином Кентерберийским, высадилась в Кенте, с тем, чтобы начать обращение языческих народов. То, что впоследствии стало известно как Церковь Англии (The Church of England, Ecclesia Anglicana или the English Church), стало результатом комбинации трёх «потоков» христианства: римской традиции св. Августина Кентерберийского и его преемников, остатков старой римско-британской церкви и кельтской традиции, пришедшей из Ирландии через Шотландию и ассоциировавшейся с такими личностями, как св. Айдан и св. Кутберт.

### Английская церковь
Эти три направления слились в результате возросших разносторонних контактов и проведения ряда местных соборов, среди которых Собор в Уитби (The Synod of Whitby) в 664 году традиционно рассматривался как наиболее важный. Результатом стала Английская церковь, ведомая архиепископами Кентербери и Йорка, которая являлась частью западной христианской церкви (the Christian Church of the West). Это означало, что на неё оказывало влияние развитие западной христианской традиции в таких вопросах как теология, литургия, церковная архитектура и развитие монашества. На неё также влияла традиция церкви Нормандии после завоевания Англии норманнами в 1066 году, что, в частности, отразилось в сарумском обряде. До Реформации (the Reformation) в XVI веке Церковь Англии признавала власть Папы Римского.

### Реформированная церковь

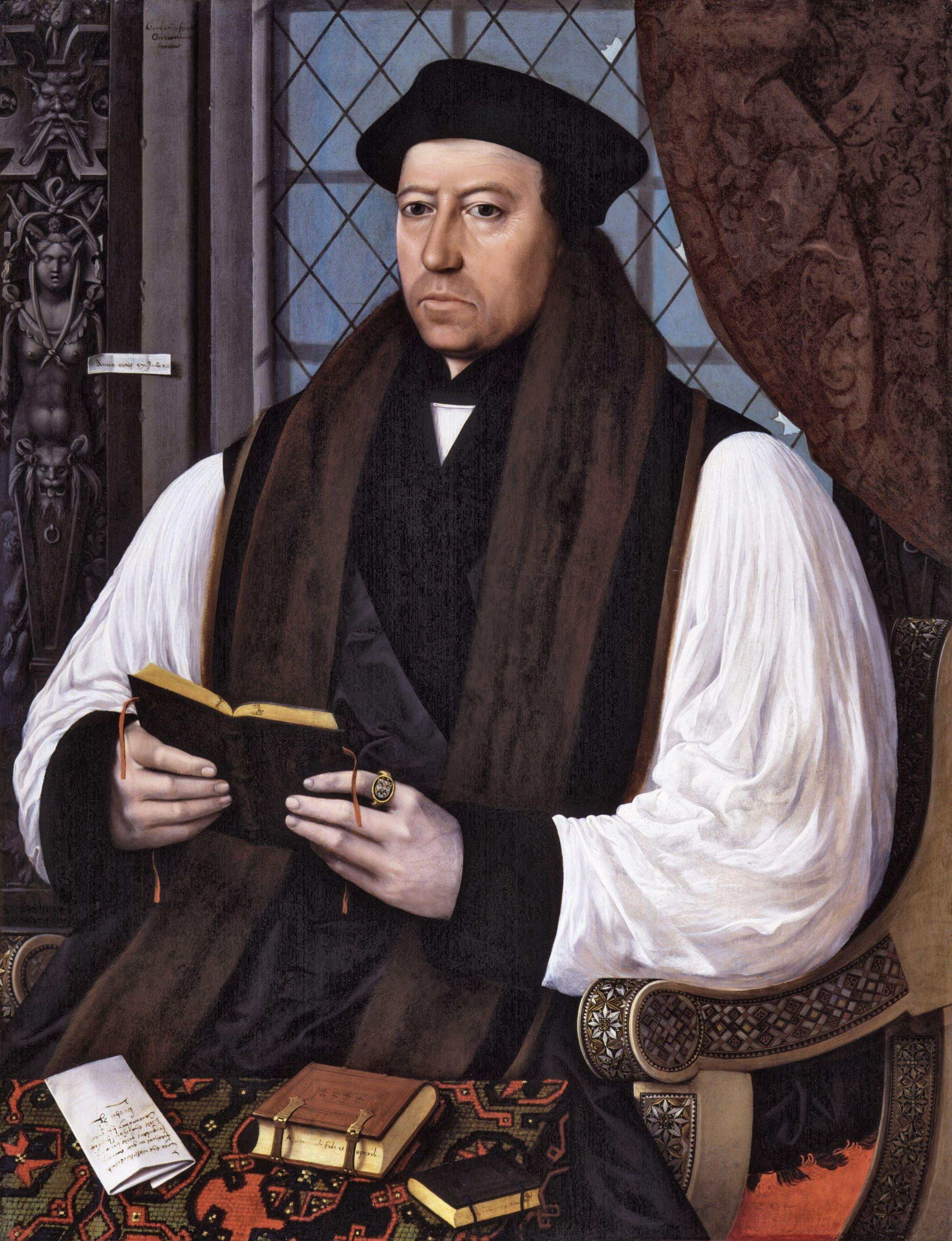
Томас Кранмер (1489—1556), Доктор богословия в Кембриджском университете, затем архиепископ Кентерберийский (с 1533)

Отказ Папы аннулировать брак Генриха VIII и Екатерины Арагонской стал причиной реформации в Англии. Акт о супрематии 1534 года торжественно заявил, что земная власть над Английской церковью всегда принадлежала английским монархам . Во время правления Генриха теология и практика Церкви Англии оставались вполне католическими, но при его сыне, Эдуарде VI, Церковь Англии начала своё движение в более протестантском направлении.
Архитектором дальнейшей реформы был архиепископ Кентерберийский, Томас Кранмер, тайно сожительствовавший с любовницей[значимость факта?], вопреки канонам католической церкви, хотя подобные случаи не были в ней редкостью в то время. Движущей силой было распространявшееся мнение, что теология, развитая богословами, относящимися к главному течению протестантской Реформации, более соответствовала учению Библии и ранней церкви, нежели учение тех, кто продолжал поддерживать Папу Римского, что было на руку королю и аристократам, давно зарившимся на земли монастырей.
В правление Марии Тюдор Церковь Англии снова признала власть Папы Римского и формально воссоединилась с Римом. Однако, эта политика была изменена, когда Елизавета I взошла на престол в 1558 году.
Религиозное примирение, которое постепенно было достигнуто в правление Елизаветы, дало Церкви Англии совершенно определённую идентичность, которую Церковь сохраняет и по сей день. Это выразилось в Церкви, которая сохраняет преемственность с Церковью древнего и средневекового периода, в её исповедовании «католических» Символов веры (catholic creeds), в её формах служения, в её зданиях и аспектах её литургии. Однако также она воплотила в себе протестантские взгляды в теологии и в общей форме своей литургической практики. Очень часто, это выражается в том, что Церковь Англии называют «и католической, и реформированной».

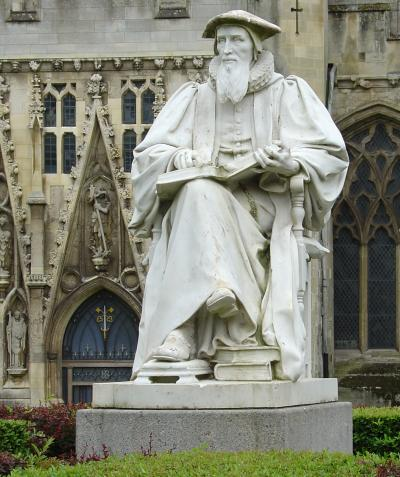
Ричард Хукер (1554—1600), оказал наибольшее влияние на формирование теологии Англиканства и идентичности Церкви Англии

В конце XVI века Ричард Хукер опубликовал свою классическую апологию Елизаветинского примирения (Elizabethan settlement) — «Of the Laws of Ecclesiastical Polity». В этом труде он стремился защитить Церковь Англии от тех пуританских критиков, которые хотели дальнейших изменений, чтобы Церковь Англии стала более похожей на Церкви Женевы и Шотландии.

### Государственная Церковь
В XVII веке продолжавшиеся тенденции в среде епископов и другие теологические и литургические вопросы в Церкви Англии стали одними из факторов, которые привели к Английской гражданской войне. Церковь ассоциировалась с терпящими поражение роялистами, а в период Республики (1645–1660) епископат был отменен, книга молитв, Книга общих молитв, была запрещена. С реставрацией монархии в 1660 году эта ситуация была пересмотрена, и в 1662 году клирикам, которые не приняли подобного пересмотра, пришлось покинуть свои посты. Они подвергались преследованиям до 1689 года, когда Акт о Толерантности (the Toleration Act) дал легальную базу для существования тем протестантским группам вне Церкви Англии, которые принимали учение Библии о Троице.
Урегулирование 1689 года стало с тех пор базисом для конституционного положения Церкви Англии, положения, при котором Церковь Англии осталась государственной церковью с рядом особых узаконенных привилегий и обязанностей, но при постоянно расширяющихся гражданских и религиозных правах, дарованных христианам прочих деноминаций, тем, кто принадлежат к другим вероисповеданиям или не исповедуют никакой веры.
В 1701 году Англиканской церковью было основано Объединённое общество распространения Евангелия.

#### Религиозная нетерпимость
До начала XIX века Англия формально оставалась религиозным государством, где ряд публичных должностей и доступ в университеты Оксфорда и Кембриджа были доступны лишь принадлежавшим к Церкви Англии. Только в 1828 году была полностью отменена дискриминация в отношении протестантов-неангликан, и в 1829 году — католиков. Однако в отношении ряда важных вопросов, включая порядок наследования Британского трона, изменений не произошло: по Акту о престолонаследии 1701 года монархом (и, соответственно, верховным правителем англиканской церкви) может быть лишь протестант, находящийся в евхаристическом общении с Церковью Англии, не состоящий в браке с католичкой/католиком.

#### Церковь Англии в XX веке
Будучи государственной церковью Англии, Церковь Англии также стала материнской церковью (англ. mother church) Англиканского Сообщества — группы автокефальных церквей, состоящих в каноническом единстве с Архиепископом Кентерберийским и для которых он является фокусом единства.
В 1944 году Акт об образовании привёл к ограничению влияния Церкви Англии в начальной школе, были изменены религиозные уроки (стали давать сведения о других религиях).
В 1966 году в Ватикане архиепископ Кентерберийский и понтифик провели совместную экуменическую службу и приняли «Общую декларацию». В ней говорилось о намерении «проводить между Римской католической церковью и Англиканским Содружеством серьёзный диалог, основанный на Евангелии и общих древних традициях».
За 1968—1978 годы количество священников Церкви Англии сократилось с 3300 до 1800.
В 1970 году Церковная Ассамблея была заменена Генеральным Собором.
В 1974 году Генеральный Собор получил право назначать епископов: премьер-министру на одну вакансию направлялись две кандидатуры, из которых по его усмотрению на утверждение королевы выбиралась одна.
За 1975—1990 годы число членов Англиканской церкви сократилось с 2297571 до 1870429.
В 1994 году Генеральный Собор принял закон, по которому Церковь Англии обязалась в течение трёх лет выплачивать две трети минимальной зарплаты священников-мужчин тем, кто вышел из состава церкви в знак протеста против рукоположения женщин. Тем же священнослужителям, которые достигли 50-летнего возраста, назначалась досрочная пенсия. Число священников, покинувших Церковь Англии, к сентябрю 1994 года достигло 200 человек, а сумма, ассигнованная на компенсацию, составила 3 млн ф. ст.
В июне 2004 года Архиепископы Кентерберийский и Йоркский обратились к премьер-министру Великобритании от имени 114 епископов Церкви Англии с протестом против ввода войск коалиции в Ирак.

#### Церковь Англии в начале 2000-х годов
В начале 2000-х годов Церковь Англии пользовалась огромным влиянием в обществе: двадцать шесть епископов являлись членами Палаты лордов, 27 тыс. священники, имевшие право на пасторскую деятельность, осуществляли свои функции в храмах; 1100 капелланов несли свою службу в школах, колледжах, университетах, больницах, тюрьмах и воинских подразделениях. Церковь Англии оказывала поддержку более чем 4700 школам: каждая четвёртая начальная и каждая шестнадцатая средняя находились под её опекой (в этих школах обучалось около 1 млн детей).

## Организационная структура
См. также: Список англиканских диоцезов в Великобритании и Ирландии
Высший орган — Генеральный Собор (General Synod), состоящий из Палаты Епископов (House of Bishops), Палаты Клира (House of Clergy) и Палаты Мирян (House of Laity), высшие органы епархий — епархиальные соборы (Diocesan Synod), каждый из которых также состоят из палаты епископов, палаты клира и палаты мирян, во главе епархий стоят епископы (bishops), высшие органы благочиний — благочиннические соборы (deanery synod), во главе с благочинными (dean), приходов — приходские церковные советы (Parochial church council), избираемые верующими, во главе приходов стоят настоятели (priest). 
Во главе епископов стоит архиепископ Кентерберийский. К управляемому им округу принадлежат 21 епископство. Ему предоставлена прерогатива коронования королей. За ним следует архиепископ Йоркский, которому подчинены 7 епископств.
Исключительное право назначать архиепископов, епископов и настоятелей кафедральных соборов Церкви Англии принадлежит британскому монарху, который является Верховным правителем Церкви Англии. Подбор кандидатов на вакантные епископские кафедры осуществляется премьер-министром Великобритании (независимо от того, принадлежит ли он к Церкви Англии) и его специальным секретарём. При назначении на должность священников по традиции во многих случаях кандидатура священника выдвигается патронами, среди которых монарх (контролирующий в этом качестве несколько сот приходов), министры, представители местной аристократии, а также университеты и кафедральные соборы.

## Вероучение
Церковь Англии имеет как большую консервативную или «традиционалистскую» ветвь, так и много либерального духовенства и прихожан. Примерно одна треть духовенства «сомневается или не верит в физическое воскресение». Другие, такие как преподобный Джайлс Фрейзер, автор The Guardian, выступают за аллегорическую интерпретацию непорочного зачатия Иисуса Христа.

### Женское священство
В 2010 году, впервые в истории Церкви Англии в священники было рукоположено больше женщин, чем мужчин (290 женщин против 273 мужчин).
Женщины исторически имели право служить чтецами. Во время Первой Мировой Войны, некоторые женщины были светскими чтецами, известные как «посланницы епископа», которые, также исполняли и управляли церквями в отсутствие мужчин. Считается, что после войны, ни одна женщина не назначалась в качестве чтеца до 1969 года. Женщины назначаются в диакониссы с 1861 года, но, они еще не могли исполнять всех обязанностей диакона и не признавались в качестве рукоположенного духовенства. Рукоположение диаконесс было принято в 1986 году, а первое рукоположение произошло в 1987 году. Рукоположение женщин в священники было одобрено Генеральным Собором в 1992 году и производится с 1994 года. 
В декабре 2014 года Либби Лейн была объявлена первой женщиной-епископом в Церкви Англии и была посвящена в должность в январе 2015 года. В 2015 году Рейчел Тревик и Кристин Хардман стали первыми женщинами, получившими должность епархиальных епископов в Церкви Англии, (Тревик стала епископом Глостера, а Хардман – Ньюкасла). В мае 2018 года, Лондонская епархия посвятила даму Сару Мyллали в епископы Лондона. Епископы Тревик и Мyллалли, были первыми женщинами, рукоположенными в епископы в Кентерберийском соборе. Епископ Лондонский Сара Муллали, занимает третью по старшинству должность в Церкви Англии и считает себя феминисткой, рукополагающей в священство как мужчин, так и женщин. Рейчел Тревик позже попала в заголовки газет, призвав к гендерно-инклюзивному языку, заявив, что «Бога нельзя рассматривать как мужчину. Бог есть Бог».

### Доктринальные источники

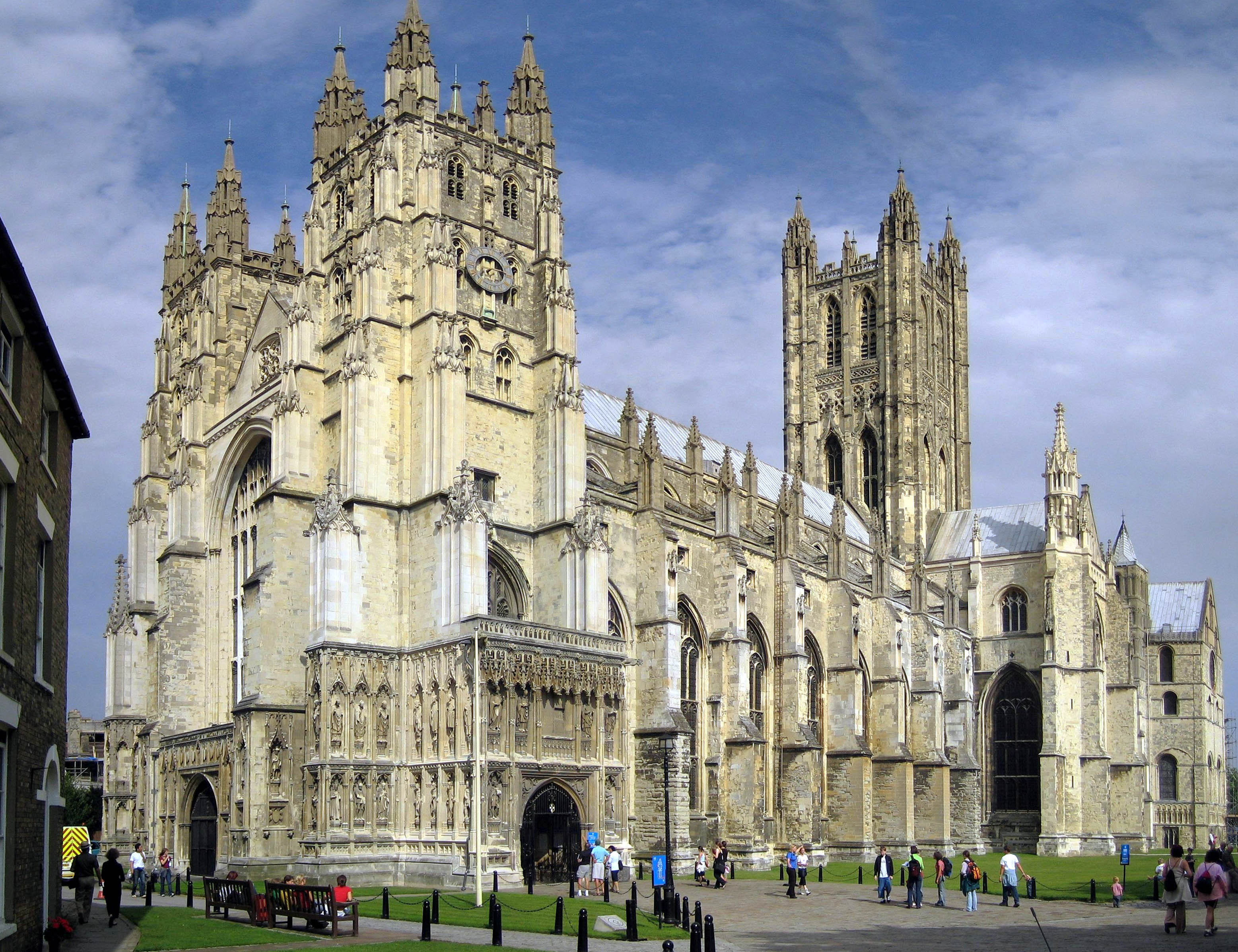
Кентерберийский собор с юго-западной стороны. В нём находится кафедра Архиепископа Кентерберийского. Этот собор — кафедральный собор Диоцеза Кентербери (восточный Кент) и главный собор Церкви Англии, а также фокус всего Англиканского Сообщества.

- 39 статей англиканского вероисповедания — это свод 39 доктринальных утверждений. По большей части работа Архиепископа Кранмера, свою окончательную форму этот свод обрел в 1571 году. Он являлся английским эквивалентом континентальных протестантских вероисповеданий XVI века, таких как Лютеранское Аугсбургское Вероисповедание (the Lutheran Augsburg Confession) 1530 или Реформированное Второе Гельветское Вероисповедание (the Reformed Second Helvetic Confession) 1566. Титульная страница Книги Общей Молитвы (редакция 1662 года), отпечатанной Джоном Баскервиллом (англ. John Baskerville) в 1762.

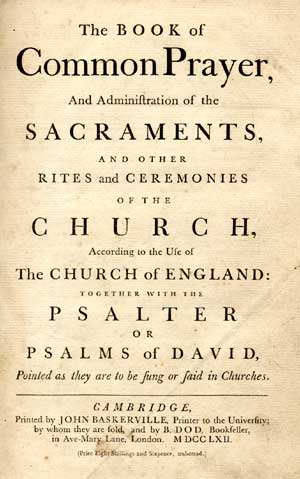
Титульная страница Книги Общей Молитвы (редакция 1662 года), отпечатанной Джоном Баскервиллом (John Baskerville) в 1762.

- Книга общих молитв — The Book of Common Prayer (BCP) — это традиционный молитвенник Церкви Англии. Она также является, по большей части, работой Кранмера, но окончательно оформилась в 1662 году.
- Ординал состоит из служб по «making, ordaining and consecrating» епископов, священников и диаконов. Он также является работой Кранмера и был окончательно оформлен в 1662 году.

### Однополые браки и ЛГБТ-духовенство
Церковь Англии учит, что «однополые отношения олицетворяют подлинную взаимность и верность».
Касательно вопроса трансгендерных людей, Генеральный Собор 2017 года проголосовал за предложение, в котором говорится, что трансгендерных людей следует «приветствовать и утверждать в их приходской церкви».
Английская Церковь выплачивает пенсии священнослужителям, состоящим в однополых гражданских партнёрствах. В 2011 году Генеральный Собор проголосовал за увеличение пенсии и расширение льгот для священников-геев и священников-лесбиянок, живущих со своими парами в однополом браке.
В 2013 году Церковь Англии решила, что гомосексуальные священнослужители могут стать епископами. Палата Епископов подтвердила, что представители духовенства, состоящие в гражданском партнёрстве, могут считаться кандидатами в епископы.
С 2000 года английская церковь разрешает священнослужителям подвергаться операции по смене пола и оставаться при прежнем духовном сане.
В послании к духовенству сообщается, что «существует необходимость в том, чтобы признанные однополые пары получали признание и „сострадательное внимание“ со стороны Церкви, включая специальные молитвы». Представитель церкви также заявил, что «церковь не приемлет гомофобию и даже поддерживает священнослужителей, состоящих в гражданском браке…». В ноябре 2013 года был опубликован доклад Рабочей группы по вопросам сексуальности человека (прозванный Докладом Пиллинга). В нем говорится, что Церковь должна «твердо стоять на своем», быть против «гомофобных настроений», должна покаяться «за недостаток радушия и принятия, оказанного гомосексуальным людям в прошлом, и продемонстрировать безусловное принятие и любовь Бога во Христе ко всем людям». Основная рекомендация отчета заключалась в том, что «внутренний диалог церкви по вопросу человеческой сексуальности может быть лучше всего решен через процесс бесед в церкви и с участием других членов англиканского сообщества». Данная рекомендация была одобрена и принята церковью, о чем рассказывается далее в этом разделе. Кроме того, в 2013 году некоторые члены Церкви Англии планировали литургическое благословение гей-пар.
В январе 2014 года Коллегия епископов одобрила рекомендацию доклада Пиллинга о процессе бесед по вопросу гомосексуальности.
Также некоторые конгрегации предлагают «Молитвы за однополые обязательства».
В 2014 году английские епископы выпустили директивные указания, в которых разрешается «более неформальный вид молитв» для пар и говорится, что «гомосексуальные пары, вступившие в брак, смогут просить специальных молитв после их свадьбы в Церкви Англии». Епархия Херефорда одобрила предложение, призывающее церковь «создавать набор официальных служб и молитв, чтобы благословлять тех, кто состоял или состоит в однополом браке или гражданском партнёрстве». В сентябре 2014 года Тим Стивенс, епископ Лестера, подтвердил, что благодарственная служба по поводу однополого гражданского партнёрства «не противоречит никаким правилам Церкви Англии». Касательно брака также говорит епископ Лондонский Сара Муллали, третья по старшинству в Церкви Англии: «Это время для нас, чтобы поразмышлять о наших традициях и Священном Писании и вместе сказать, как мы можем предложить ответ, который заключается в инклюзивной любви».
Нет запрета на молитвы или проведения «служб» и после заключения гражданского союза. После легализации однополых браков Церковь просила сохранить также институт гражданских союзов, заявляя: «Церковь Англии признает за однополыми отношениями частое воплощение подлинной верности и взаимности. Гражданские партнёрства позволяют этим христианским ценностям быть признанными и в других социально и юридически подходящих рамках».
Согласно Закону о признании гендерного равенства 2004 года, трансгендерные люди, легально подтвердившие свою гендерную идентичность, могут вступить в брак с кем-либо из противоположного пола в своих приходских церквях. Трансгендерные люди могут вступать в брак в Церкви Англии и после законной операции по смене пола. Церковь также решила, что однополые семьи могут оставаться в законном браке, когда один из супругов совершает гендерный переход, при условии что супруги считались противоположного пола во время свадьбы. Епископат Английской Церкви отмечает, что «принятый Обряд Крещения, находящийся в Общих Молитвах, — это идеальный литургический обряд, который трансгендерные люди могут использовать, чтобы отметить момент такого личного обновления». Епископы также санкционировали службы празднования операций, завершающих процесс по смене пола: её включат в формальную литургию.
12 февраля 2018 года Управление образования Церкви Англии опубликовало политику поддержки полового воспитания, которая включает, среди прочего, просвещение в вопросе индивидуальных сексуальных желаний. В политической программе говорится: «Половое воспитание должно включать понимание, что все люди — сексуальные существа и что сексуальные желания естественны. Учеников должны учить, что есть люди, выражающие сексуальность по-другому, и что бывают различия в сексуальных влечениях».
Церковь Англии официально выступает против «конверсионной терапии» — практики, которая пытается изменить сексуальную ориентацию геев и лесбиянок. Церковь называет её неэтичной и поддерживает запрет конверсионной терапии в Великобритании.
В ноябре 2016 года Уильям Най, генеральный секретарь Архиепископского совета, подтвердил следующее:
- духовенство Церкви Англии может вступать в гражданское партнёрство, потому что это не противоречит доктрине о браке;
- духовенство может возносить «поддерживающие молитвы» от имени однополых пар после заключения гражданского партнёрства или гражданского брака;
- церкви и конгрегации могут публично делиться тем, что они приветствуют ЛГБТ-людей;
- как духовенство, так и миряне могут выступать с ходатайством за изменение доктрины.

21 декабря 2005 года Дэвид Дженкинс, бывший епископ Дарема, благословил викария, вступившего в однополое партнёрство. В 2008 году церковь Святого Варфоломея в Лондоне предложила обряд благословения для двух священников, вступающих в однополый брак. Другие епархии и приходы поддержали принятие священников-геев и священников-лесбиянок. В 2008 году Лондонская епархия предложила методические рекомендации, в которых говорилось, что «священнослужители… могут использовать ту форму служения, которую они считают подходящей в отношении гражданского партнёрства». Другие епископы и епархии поддержали однополые браки и выступили за право священников-геев вступать в брак. Например, Ник Холтам, епископ Солсбери, одобрил однополые браки после их принятия. В 2012 году Дэвид Исон, декан Собора Святого Павла, заявил о своей поддержке однополых браков и сказал, что он проводил благословения или молитвенные службы для однополых пар. В декабре 2015 года Алан Уилсон, епископ Бекингема, объявил о своей поддержке однополых браков в церкви. Колин Флетчер, действующий Епископ Оксфорда, дал разрешение на проведение как минимум одного однополого торжества священником Англиканской церкви, который председательствовал на громкой церемонии для женщины-священника Мфо Туту (дочери известного борца с апартеидом в ЮАР епископа Десмонда Туту) и её партнёра.
Меняющая Отношение Британия (Changing Attitude UK), утверждённая группа духовенства, мирян и церквей в Англиканском вероисповедании, предоставляет список доступных молитвенных служб, включая «Службу Празднования после Гражданского Партнёрства». В 2014 году открытая транс и лесбиянка священник была назначена младшим каноником Манчестерского собора. В декабре 2015 года Алан Вильсон, районный епископ Бакингема, объявил о своей поддержке однополых браков в церкви. В 2016 году Генеральный Собор объявил, что в ответ на растущую поддержку однополых браков он пересмотрит разрешение на проведение обрядов благословения для однополых пар, вступающих в брак. Кроме того, открыто женатый священник-гомосексуалист был избран в Генеральный Собор 2016 года, что представляет собой исторический момент для прав геев в церкви.
В 2016 году другой священник, из Диоцеза Саутуарка, вступил в брак, прежде находившись в гражданском партнёрстве, и «по прежнему занимает свою должность». Англиканское издание «The Church Time» также сообщило, что в церкви Святой Агнес в Северном Риддише состоялась «служба благословения» и «церемония посвящения» священника, который ушёл в отставку, чтобы жениться на своём партнёре и полностью посвятить себя ему.
Епархии Церкви Англии в Европе также назвали «по-настоящему радостным событием» однополый брак, который состоялся в лютеранской церкви Дании. Епархия Чичестера организовала в Бра́йтоне гей-парад и поощряла участие в нём.
Епархия Саутварка является еще одним примером предоставления инклюзивных услуг, поскольку в её соборе говорится, что «однополые пары могут обращаться к духовенству для подготовки и молитв при вступлении в гражданское партнёрство, а также для постоянной поддержки и совета в рамках их отношений…» Пары, обращающиеся к духовенству, должны получить «тёплый приём и подтверждение». Кроме того, епархия Личфилда создала конгрегацию, специально предназначенную для общения с ЛГБТ-людьми. В 2017 году в соборе Саутварка состоялось празднование однополого гражданского партнёрства. Собор Йорк Минстер также принимает на молитву однополые пары, состоящие в гражданском партнёрстве. 15 января 2017 года Рейчел Тревик, епископ Глостерский, председательствовала над «Евхаристией ЛГБТ», спонсируемой Инклюзивной Церковью.
В 2016 году 9,6 % всех усыновлений в Англии приходилось на однополые пары по сравнению с 8,4 % в предыдущем году. В 2018 году около 450 из 3820 усыновлений (около 12 %) в Англии были связаны с однополыми парами. Правом усыновления детей однополые семьи пользуются с 2002 года.
В 2016 году 44 % однополых браков было заключено между двумя мужчинами, 56 % — между двумя женщинами. В том же году 68 % гражданских партнёрств было заключено между двумя мужчинами.
На данный момент в Англии и Уэльсе каждая седьмая семья, допущенная службой опеки до усыновления/удочерения, является однополой Однако, по оценочному утверждению британской организации YouGov, только от 5 до 7 % английского населения идентифицируют себя как лесбиянки, геи или бисексуалы.
Опрос 2017 года «Исследовательского Центра Религии и Общественной Жизни» в Вашингтоне показал, что 77 % британцев поддерживают однополые браки. Согласно опросу 2019 года, 86 % британцев считают, что гомосексуальность должна приниматься обществом.
В 2017 году Палата Клира проголосовала против предложения ряда епископов считать брак исключительно союзом мужчины и женщины. Предложение было отвергнуто, не дойдя и до всех трёх палат в законодательном органе Англиканской церкви. После отклонения предложения Генеральным Собором архиепископы Кентерберийские и Йоркские призвали к «радикально новому христианскому обновлению», которое «основано на хороших, здоровых, процветающих отношениях и в подходящем для XXI века понимании того, что значит быть человеком и быть сексуальным». Епископ Глостера Рэйчел Тревик попала в заголовки газет, призвав к гендерно-инклюзивному языку, заявив, что «Бога нельзя рассматривать как мужчину. Бог есть Бог».

### Биоэтические вопросы

#### Репродуктивные права женщин
Третья по старшинству в Церкви Англии Епископ Лондона Сара Муллали в вопросе репродуктивных прав женщин называет себя сторонницей абортов, но говорит, что лично выступает за антиабортное движение.
Касательно вопроса об исследовании эмбриональных стволовых клеток английская церковь заявила об «осторожном одобрении предложения создавать цитоплазматические гибридные эмбрионы для исследования».

#### Самоубийство и эвтаназия
В XIX веке английские законы требовали хоронить людей, которые умерли от самоубийства, только между 9 часами вечера до полуночи и без религиозных поминальных служб. Церковь Англии предполагала использовать альтернативные похоронные услуги для людей, погибших в результате суицида. В 2017 году Церковь Англии изменила свои правила, разрешив проводить полную, стандартную христианскую погребальную службу независимо от того, умер ли человек с помощью самоубийства.
В 2014 году Джордж Кэри, бывший архиепископ Кентерберийский, объявил, что изменил свою отношение к эвтаназии и сейчас выступает за ее легализацию.